# Walentin Łukow
Walentin Łukow, bułg. Валентин Луков (ur. 11 grudnia 1955 w Pazardżiku) – bułgarski szachista, arcymistrz od 1988 roku.

## Kariera szachowa
Pierwsze sukcesy na arenie międzynarodowej zaczął odnosić pod koniec lat 70. XX wieku. W roku 1977 podzielił II miejsce (za Krumem Georgiewem, wraz z Nino Kirowem) w Pazardżiku. W 1980 zajął II miejsce (za Eduardem Meduną) w Warnie, w 1982 zdobył w Sofii tytuł wicemistrza kraju (po przegranej dogrywce o złoty medal z Wencisławem Inkiowem), w 1987 triumfował (wraz z Rajem Tischbierkiem) w Halle, natomiast w 1988 osiągnął powtórzył to osiągnięcie (wspólnie z Elizbarem Ubiławą) w Tbilisi. W tym samym roku jedyny raz w swojej karierze wystąpił w narodowej drużynie na szachowej olimpiadzie, rozegranej w Salonikach. W 1989 zwyciężył w memoriale Vasji Pirca w Mariborze, a w 1994 odniósł kolejny turniejowy sukces, triumfując w Giessen. W 1998 i 2000 dwukrotnie podzielił I miejsca w kołowych turniejach w Clichy. W roku 2003 podzielił II miejsce w turnieju NAO-IM w Paryżu.
Najwyższy ranking w karierze osiągnął 1 lipca 1996, z wynikiem 2480 punktów dzielił wówczas 10-11. miejsce wśród bułgarskich szachistów.
Jest współautorem kilku książek poświęconych szachowym debiutom m.in. obronie Caro-Kann, partii włoskiej i gambitowi wołżańskiemu oraz obronie królewsko-indyjskiej.